# USS De Haven (DD-469)
USS De Haven (DD-469) là một tàu khu trục lớp Fletcher được Hải quân Hoa Kỳ chế tạo trong Chiến tranh Thế giới thứ hai. Nó là chiếc tàu chiến đầu tiên của Hải quân Mỹ được đặt theo tên Đại úy Hải quân Edwin J. De Haven (1819–1865), sĩ quan Hải quân Hoa Kỳ và là nhà thám hiểm. Tham gia Thế Chiến II từ cuối năm 1942, con tàu trở thành chiếc đầu tiên trong lớp Fletcher bị mất trong chiến tranh, sau khi nhập biên chế chỉ được 133 ngày. Nó được tặng thưởng một Ngôi sao Chiến trận.

## Thiết kế và chế tạo
De Haven được đặt lườn tại xưởng tàu của hãng Bath Iron Works Corp. ở Bath, Maine vào ngày 27 tháng 9 năm 1941. Nó được hạ thủy vào ngày 28 tháng 6 năm 1942; được đỡ đầu bởi cô H. N. De Haven, cháu nội Đại úy De Haven; và nhập biên chế vào ngày 21 tháng 9 năm 1942 dưới quyền chỉ huy của Hạm trưởng, Trung tá Hải quân Charles E. Tolman.

## Lịch sử hoạt động
De Haven khởi hành từ Norfolk, Virginia để đi sang khu vực Mặt trận Thái Bình Dương, đi đến Tongatapu thuộc quần đảo Tonga vào ngày 28 tháng 11 năm 1942. Nó hộ tống một đoàn tàu vận tải chở quân đến Guadalcanal để thay phiên cho các đơn vị Thủy quân Lục chiến vốn đã chiến đấu tại đây kể từ cuộc đổ bộ lên hòn đảo này vào tháng 8. Nó tiếp tục bảo vệ các tàu vận tải ngoài khơi Guadalcanal từ ngày 7 đến ngày 14 tháng 12, rồi hoạt động từ Espiritu Santo và Nouméa cho các hoạt động tiếp theo tại khu vực quần đảo Solomon.
De Haven tuần tra tại vùng biển phía Nam quần đảo Solomon để ngăn chặn những chuyến "Tốc hành Tokyo", một nỗ lực tăng viện vào ban đêm cho lực lượng Lục quân Nhật Bản bị phong tỏa, vẫn đang tiếp tục kháng cự trên các hòn đảo. Nó tham gia hai đợt bắn phá đảo Kolombangara trong tháng 1 năm 1943.
Vào ngày 1 tháng 2 năm 1943, De Haven hộ tống sáu tàu đổ bộ LCT và một tàu tiếp liệu thủy phi cơ mở một bãi đổ bộ tại Marovo thuộc Guadalcanal. Đang khi hộ tống hai tàu đổ bộ quay trở lại căn cứ vào lúc xế chiều, nó được cảnh báo về một đợt không kích của quân Nhật hỗ trợ cho Chiến dịch Ke. Nó trông thấy chín máy bay lạ, và đã nổ súng vào sáu chiếc đã chuyển hướng nhắm vào nó. Con tàu đã bắn rơi ba máy bay tấn công, nhưng chỉ sau khi cả sáu chiếc đã cắt bom. Nó bị đánh trúng trực tiếp ba quả bom và bị hư hại thêm bởi một quả suýt trúng; một quả bom trúng ngay cầu tàu làm thiệt mạng sĩ quan chỉ huy ngay lập tức. Con tàu ngập nước nhanh chóng, đắm ở khoảng 2 nmi (3,7 km) về phía Đông đảo Savo, ở tọa độ 9°9′N 159°52′Đ / 9,15°N 159,867°Đ, khiến 167 người thiệt mạng và 38 người bị thương. Một trong những chiếc LCT nó hộ tống đã cứu vớt những người sống sót.

## Phần thưởng
De Haven được tặng thưởng một Ngôi sao Chiến trận do thành tích chiến đấu trong Thế Chiến II.